# 橋本直哉
橋本 直哉（はしもと なおや、1981年1月30日 - ）は、地方競馬・浦和競馬場に所属していた元騎手である。得意戦法は追い込み。地方競馬教養センター長期騎手課程第69期生。

## 来歴
1999年4月19日、浦和競馬第5競走（ジェネラルクイン号）にてデビュー。
1999年4月20日、浦和競馬第1競走（サクシード号）にて初勝利を挙げる。
2000年3月16日、南関東競馬新人王を受賞。
2003年8月1日、浦和競馬第5競走（ティファニーレディ号）にて1000回騎乗を達成。
2007年5月29日、浦和競馬第4競走(シャドウフィクサー号)にて地方競馬通算100勝達成。
2010年7月1日、小林真治厩舎から小久保智厩舎に所属が変更された。小久保厩舎への移籍後、師が管理するブルドッグボスやノブワイルドらの調教を担当。
2019年7月25日、浦和競馬プラチナカップをノブワイルドで制し、重賞初制覇を果たす。
2021年6月4日、浦和競馬第8競走で、騎乗法に適切を欠き競馬の公正を害したとして12日間の騎乗停止を受けた。
2024年12月19日、浦和競馬場から引退が発表された。通算成績は7695戦496勝(うち重賞1勝)。12月26日に引退セレモニーが実施された。
引退後は古巣である小久保智厩舎で厩務員となる予定であると、グリーンチャンネル「アタック!地方競馬」内で発表された。
地方競馬教養センター長期騎手課程第69期生（17人）であり、南関東競馬所属は他に、高橋哲也騎手（浦和）、熊谷満騎手（浦和,引退）、篠田剛孝騎手（船橋,引退）がいる。
地方通算成績は6405戦391勝・2着437回・3着475回・勝率6.1%・連対率12.9%（2021年6月14日現在）